# Bahnhof München-Moosach
Bahnhof München-Moosach vasútállomás Németországban, Moosach tartományban. A német vasútállomás-kategóriák közül az ötödik csoportba tartozik.

## Vasútvonalak
Az állomást az alábbi vasútvonalak érintik:
- München–Regensburg-vasútvonal
- München-Laim Rbf–München Nord Rbf Lassallestraße railway

## Forgalom
| Járat | Útvonal | Gyakoriság       |
| ----- | --- | ---------------- |
| RE    | Donau-Isar-Express: München Hbf – München-Moosach – Freising – Landshut (Bay) – Plattling – Passau Hbf | bizonyos vonatok |
| RB    | München Hbf – München-Moosach – Freising – Langenbach (Oberbay) – Landshut (Bay) | bizonyos vonatok |
| S1    | Freising – Pulling – Neufahrn / Flughafen München – Flughafen Besucherpark – Neufahrn – Eching – Lohhof – Unterschleißheim – Oberschleißheim – Feldmoching – Fasanerie – Moosach – Laim – Hirschgarten – Donnersbergerbrücke – Hackerbrücke – Hauptbahnhof – Karlsplatz (Stachus) – Marienplatz – Isartor – Rosenheimer Platz – Ostbahnhof                                                                                            | 20 percenként    |
| U3    | Moosach – Moosacher St.-Martins-Platz – Olympia-Einkaufszentrum – Oberwiesenfeld – Olympiazentrum – Petuelring – Scheidplatz – Bonner Platz – Münchner Freiheit – Giselastraße – Universität – Odeonsplatz – Marienplatz – Sendlinger Tor – Goetheplatz – Poccistraße – Implerstraße – Brudermühlstraße – Thalkirchen – Obersendling – Aidenbachstraße – Machtlfinger Straße – Forstenrieder Allee – Basler Straße – Fürstenried West |                  |

## Kapcsolódó állomások
A vasútállomáshoz az alábbi állomások vannak a legközelebb:
- Abzw München-Neulustheim
- Munich-Fasanerie
- München-Laim Rbf
- Abzw München Nord Rbf Lassallestraße
- München Hauptbahnhof
- Bahnhof München-Laim